# I volontari del Texas
I volontari del Texas (Texas Trail) è un film del 1937 diretto da David Selman.
È un western statunitense con William Boyd, Russell Hayden e Gabby Hayes. Fa parte della serie di film western incentrati sul personaggio di Hopalong Cassidy (interpretato da Boyd), creato nel 1904 dallo scrittore Clarence E. Mulford. È basato sul romanzo del 1922 Tex di Mulford.

## Trama
Hopalong Cassidy e i suoi cowboy sono ingaggiati dall'esercito degli Stati Uniti per procurare cavalli destinati alle truppe in partenza per Cuba. Cassidy raduna il bestiame, ma un losco ranchero e la sua banda di razziatori ha già messo gli occhi sulla stessa merce. Con un piano diabolico costoro riescono ad incastrare Cassidy e lo fanno arrestare per furto di bestiame. Il cowboy dovrà darsi parecchio da fare per dimostrare la sua innocenza, salvare la mandria e assicurare la banda alla giustizia.

## Produzione
Il film, diretto da David Selman su una sceneggiatura di Jack O'Donnell e Harrison Jacobs e un soggetto di Clarence E. Mulford, fu prodotto da Harry Sherman. tramite la Harry Sherman Productions e girato nel Painted Desert, nel Blue Canyon e a Sedona, in Arizona, e a Santa Clarita, nelle Alabama Hills a Lone Pine e nel Red Rock Canyon State Park a Cantil, in California.

## Distribuzione
Il film fu distribuito con il titolo Texas Trail negli Stati Uniti dal 26 novembre 1937 al cinema dalla Paramount Pictures.
Altre distribuzioni:
- in Finlandia il 1º maggio 1938 (Hyökkäys kummituslaaksossa)
- negli Stati Uniti il 12 aprile 1947 (redistribuzione)
- in Danimarca il 6 giugno 1947 (Texas' Vovehalse)
- in Germania Ovest nel 1951 (Überfall in der Teufelsschlucht)
- in Brasile (Laçada do Destino)
- in Italia (I volontari del Texas)

## Promozione
La tagline è: Galloping ACTION! Glorious ROMANCE!.